# Jean-Baptiste Duroselle
Jean-Baptiste Duroselle (* 17. November 1917 in Paris; † 12. September 1994 in Arradon) war ein französischer Historiker.

## Leben
Duroselle studierte an der École normale supérieure in Paris und erhielt seine Agrégation in Geschichte und Geografie im Jahre 1943. Von 1945 bis zum Abschluss seiner thèse d’État in Geschichte im Jahre 1949 war er Assistent im Fachbereich Neuere und Neueste Geschichte an der Sorbonne. Von 1950 bis 1957 lehrte er Geschichte an der Universität des Saarlandes in Saarbrücken und von 1957 bis 1958 an der Universität Lille. Zwischen 1958 und 1964 leitete er ein politikwissenschaftliches Forschungsinstitut für internationale Beziehungen an der Fondation nationale des sciences politiques. 1964 wurde er zum Professor für moderne Geschichte an der Sorbonne gewählt. Im Jahre 1983 wurde er emeritiert. Von 1985 bis 1986 war er turnusmäßig Präsident des Institut de France.

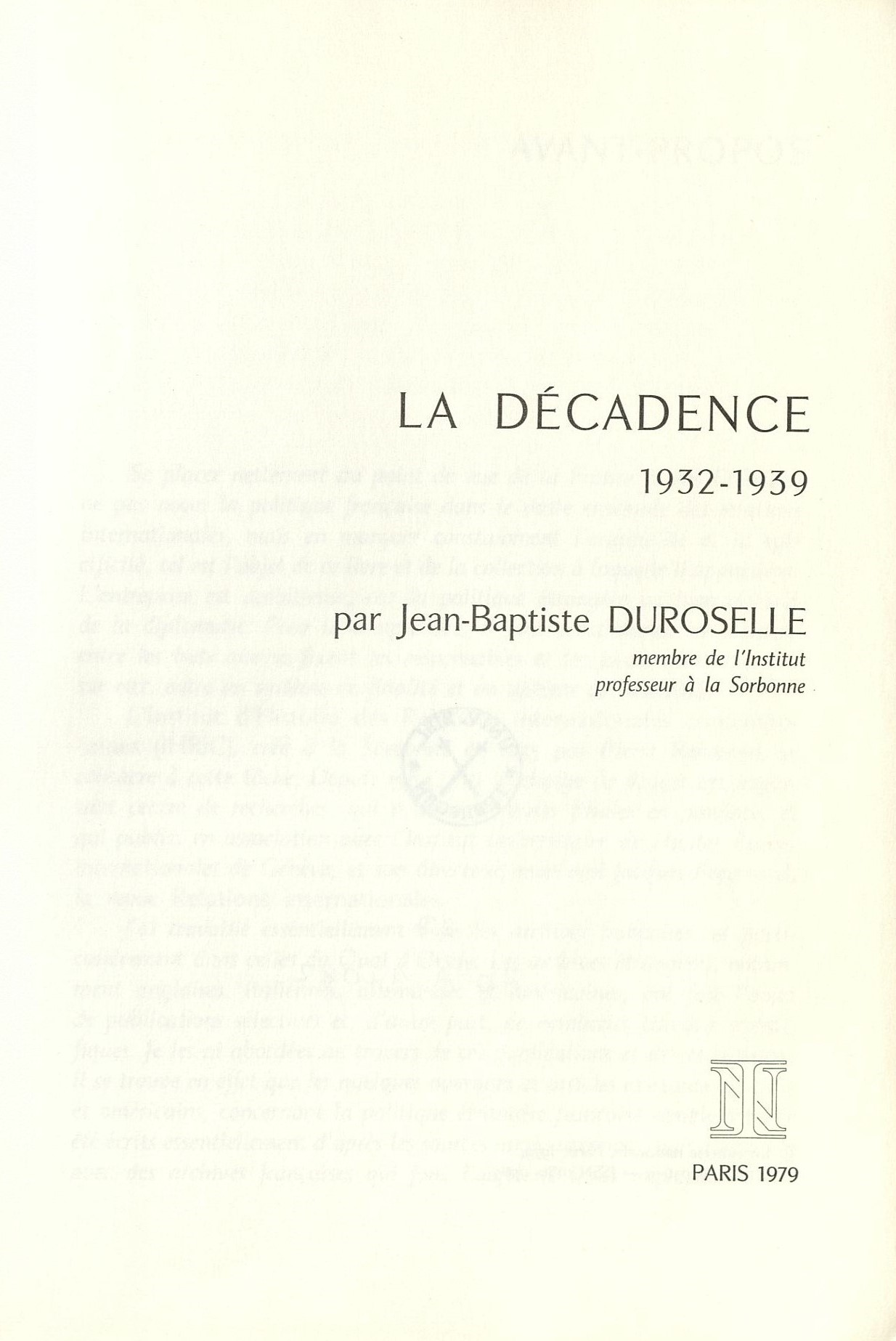
La Décadence 1932–1939 (1979)

Er war Präsident einer Kommission, die sich mit der Herausgabe von Dokumenten zur französischen Diplomatiegeschichte befasste. Duroselles Hauptaugenmerk lag dabei darauf, die Ursachen des Zweiten Weltkrieges zu beleuchten. Er war des Weiteren Präsident des von Pierre Renouvin gegründeten Institut d’histoire des relations internationales contemporaines an der Sorbonne. Im Jahre 1988 publizierte er eine Biografie über Georges Clemenceau. Im Jahre 1990 erschien in mehreren europäischen Verlagen und in insgesamt acht Sprachen sein Buch Europa. Eine Geschichte seiner Völker, in dem er die Geschichte des Kontinents aus gesamteuropäischer Perspektive schilderte.
Im Jahre 1975 wurde er zum Mitglied der Académie des sciences morales et politiques sowie der American Philosophical Society gewählt. 1992 wurde er korrespondierendes Mitglied der British Academy. Im Jahre 1982 erhielt er den Balzan-Preis in Sozialwissenschaften. Er war Offizier der Ehrenlegion und Kommandeur des Ordre national du Mérite. Das Institut d’histoire des relations internationales contemporaines benannte einen Preis nach ihm. Ebenso ist ein Saal an der Sorbonne nach ihm benannt.
Seit 1940 war er mit Christiane Viant verheiratet, mit der er drei Söhne und eine Tochter hatte.

## Schriften (Auswahl)
- Das Abendland. Orbis-Verlag, München 2001.
- Europa. Bertelsmann-Lexikon-Verlag, München 1990.
- Clemenceau. Fayard, Paris 1988.
- L' abîme 1939–1945. Imprimerie Nationale, Paris 1983.
- Les Relations internationales de l'Allemagne et de l'Italie de 1919 à 1939. Centre de documentation universitaire, Paris 1967.